# Universidad Técnica de Dortmund
La Universidad Técnica de Dortmund  (TU Dortmund para abreviar, hasta el 1 de noviembre de 2007 Universidad de Dortmund) es una universidad en Dortmund, que es la segunda universidad técnica en Renania del Norte-Westfalia junto al RWTH Aachen. Ha ganado un perfil especial desde su fundación en 1968. Las facultades especialmente diseñadas en ingeniería y ciencias naturales, así como las ciencias sociales y culturales, trabajan juntas aquí. Más de 34,000 personas estudian en los diferentes programas de licenciatura y maestría de la universidad.
La interacción productiva de diferentes disciplinas es particularmente evidente en la investigación: en sus cuatro áreas de perfil "Materiales, tecnología de producción y logística", "Biología química, ingredientes activos e ingeniería de procesos", "Análisis de datos, modelado y simulación" y "Educación, escuela e inclusión". 
TU Dortmund es visible a nivel nacional e internacional. El Förderatlas 2015 del Deutsche Forschungsgemeinschaft (DFG) enumera el TU Dortmund en cinco áreas temáticas entre las principales universidades de investigación en Alemania: en ingeniería de producción, economía (incluidas estadísticas), ingeniería de materiales, ciencias de la educación y ciencias de la computación.

## Campus
Siguiendo al Zeitgeist de finales de la década de 1960 en Alemania, la universidad se construyó "en los prados" (auf der grünen Wiese) a unas 2 millas (3,2 km) del centro de Dortmund. Se compone de dos campus, Norte y Sur, que desde 1984 se han conectado mediante un sistema de monorraíl colgante automatizado, el H-Bahn, que cruza la reserva natural entre los campus a una altura de aproximadamente 50 pies (15 m). Uno de los edificios más destacados de la universidad es la Mathetower (Torre de Matemáticas), que alberga la facultad de Matemáticas.

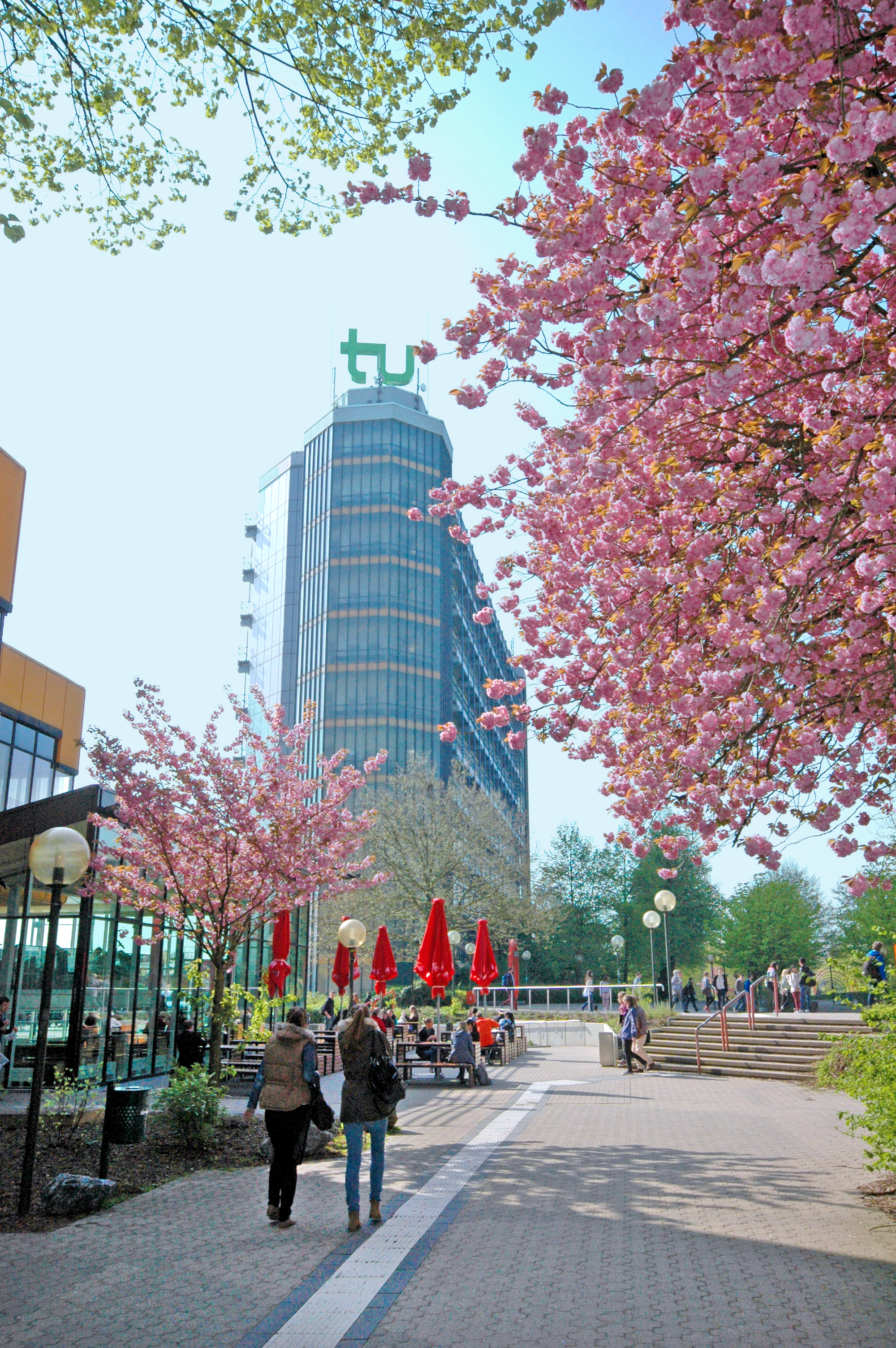
Edificio de matemáticas TU Dortmund

## Facultades
- Matemáticas
- Física
- Química y Biología Química
- Informática
- Estadística
- Ingeniería Bioquímica y Química (BCI)
- Ingeniería Mecánica
- Ingeniería Eléctrica y Tecnología de la Información.
- Planificación Espacial
- Arquitectura e Ingeniería Civil.
- Economía y Empresa
- Educación, Psicología y Sociología.
- Ciencias de Rehabilitación
- Ciencias Humanas y Teología
- Estudios culturales
- Arte y Ciencias del Deporte.

## Otros
El dominio de registrado desde el 5 de noviembre de 1986 e inicialmente administrado por CSNET fue administrado por el grupo operativo Informatikrechner del Departamento de Ciencias de la Computación (IRB) de 1989 a 1994, inicialmente como parte del proyecto EUnet, desde 1991 en el proyecto DENIC. En este momento, las direcciones dbp.de, rmi.de, telenet.de, uka.de, uni-dortmund.de y uni-paderborn.de ya estaban registradas. Por lo tanto, la Universidad de Dortmund fue el primer registrador de DNS y uni-dortmund.de una de las primeras direcciones de Internet en Alemania.

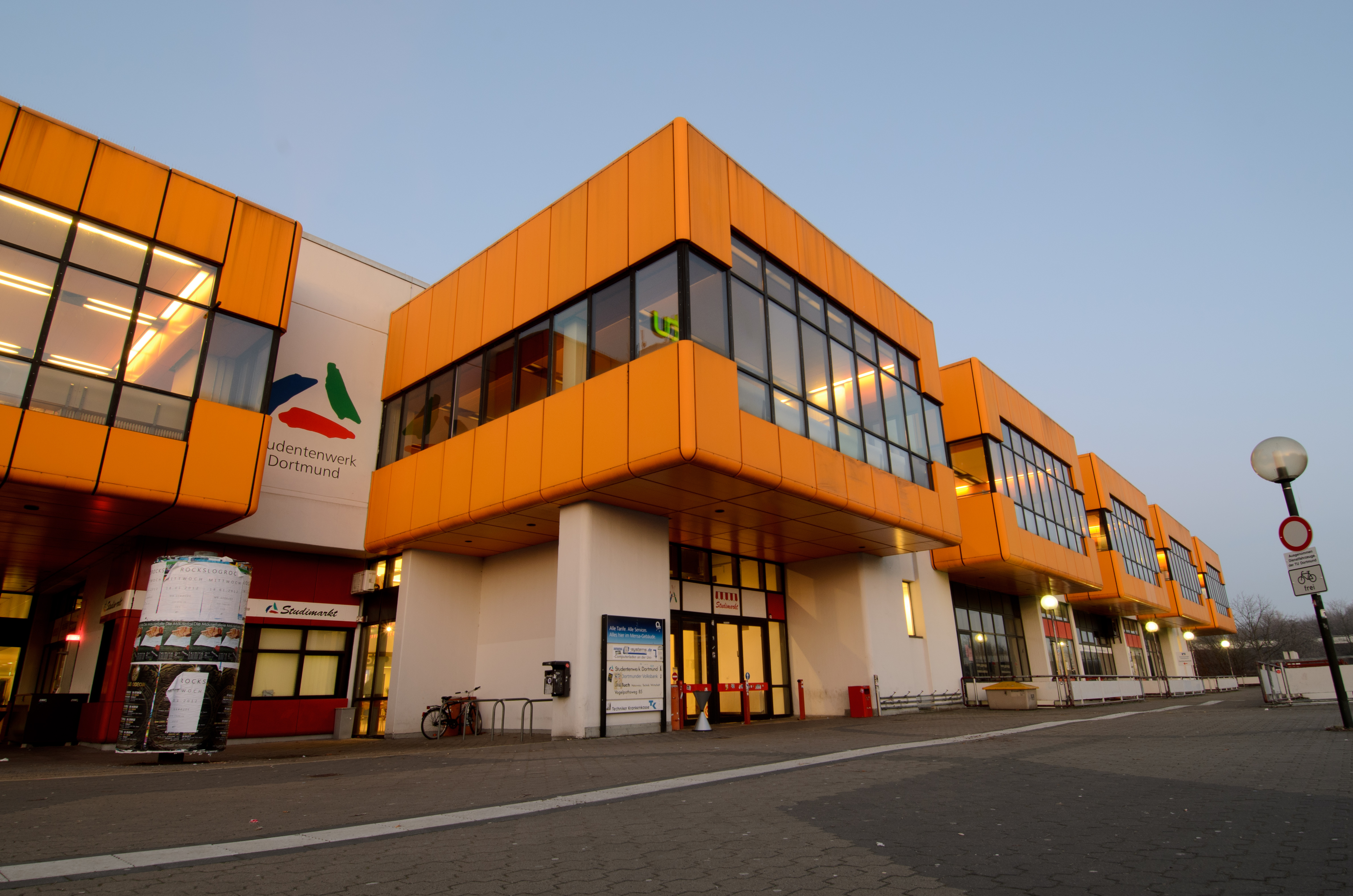
Comedor universitario